# Azteca 7
«Azteca 7» — мексиканский телеканал, принадлежащий «TV Azteca», основанный 15 мая 1985 года. Его основным конкурентом является «Canal 5» компании «Televisa».